# Porno y helado
Porno y helado és una sèrie de televisió per internet de comèdia argentina creada per Martín Piroyansky per Prime Video. Es tracta sobre l'amistat entre dos marginats socials i una jove estafadora que decideixen crear una banda de rock falsa. És protagonitzada per Martín Piroyansky, Sofía Morandi i Ignacio Saralegui. En papers secundaris estan Martín Pavlovsky, Eliseo Barrionuevo, Javier Niklison, Santiago Talledo i Gabriela Iribarren.
La primera temporada està composta per 8 episodis i va ser estrenada l'11 de març de 2022. A més, compta amb Susana Giménez com a estrella convidada.
Al setembre del 2022, Piroyansky va confirmar que la sèrie va ser renovada per a una segona temporada, que es va estrenar el 20 de setembre de 2024. Aquest segon lliurament compta amb nombroses referències i paròdies a la cultura popular dels anys 90 i actual a l'Argentina, com la subcultura rolinga, les bandes indie i la grieta.

## Argument
Pablo (Martín Piroyansky) és un home immadur de 30 anys que, al costat del seu millor amic Ramón (Ignacio Saralegui), a qui no li va molt bé en la vida, decideix formar una banda de rock falsa, també al costat de Cecilia (Sofia Morandi), una jove estafadora, amb els quals aconsegueix apoderar-se de l'escena musical local, a partir del seu primer èxit inspirat per veure pornografia i prendre gelat. No obstant això, la seva mentida aviat se sortirà de control.

## Repartiment

### Principal
- Martín Piroyansky com a Pablo
- Sofía Morandi com a Cecilia von Trapp[nota 1]
- Ignacio Saralegui com a Ramón Barreiro

### Secundari
- Martín Pavlovsky com a Osvaldo «Harry» Papadópulos
- Eliseo Barrionuevo com a Nacho
- Javier Niklison com a Claudio
- Santiago Talledo com a Segundo
- Gabriela Iribarren com a Graciela
- Josefina Trías com a Virginia
- Daniel Pérez com a Haroldo Aparicio
- Ernesto Liotti com a Beto
- Vicente Varela com a Santiago
- Matías Singer com a Horacio Madariaga
- Bruno Pereyra com a Bajista
- Jimena Márquez com a Silvina

### Participacions
- Susana Giménez com a Roxana (temporada 1)
- Favio Posca com a Picky Valeroso (temporada 1)
- Pablo Tate com a Joaquín
- Néstor Guzzini com a Pereyra
- Humberto de Vargas com a Sergio Vieira (temporada 1)
- Santiago Korovsky com a Juan Cruz «Spider» Vieira (temporada 1)
- Roberto Suárez com a Omar Cuartirolo
- Horacio Camandule com a Sandro
- Fernando Amaral com a Bermúdez
- Julieta Spinelli com a Olivia Vieira (temporada 1)
- Francisco Bereny com a Dieguito (temporada 2)
- Gimena Accardi com a Romina (temporada 2)
- Matías Mayer com a Claudio (temporada 2)
- Ángela Torres com a Rosa (temporada 2)
- Kevsho com a Jaime (temporada 2)

Notes
1. ↑  Nom veritable Martina Cuartirolo.

## Episodis
| Temporada | Temporada | Episodis | Episodis | Dates d’estrena        | Dates d’estrena        |
| --------- | --------- | -------- | -------- | ---------------------- | ---------------------- |
|           | 1         | 8        | 8        | 11 de març de 2022     | 11 de març de 2022     |
|           | 2         | 6        | 6        | 20 de setembre de 2024 | 20 de setembre de 2024 |

### Primera temporada (2022)
| Núm. | Títol            | Direcció          | Guió                                                                       | Data d'emissió original |
| ---- | ---------------- | ----------------- | -------------------------------------------------------------------------- | ----------------------- |
| 1    | «Porno y helado» | Martín Piroyansky | Martín Piroyansky, Martina López Robol, Santiago Korovsky i Rodrigo Moraes | 11 de març de 2022      |
| 2    | «La fecha»       | Martín Piroyansky | Martín Piroyansky, Martina López Robol, Santiago Korovsky i Rodrigo Moraes | 11 de març de 2022      |
| 3    | «La academia»    | Martín Piroyansky | Martín Piroyansky, Martina López Robol, Santiago Korovsky i Rodrigo Moraes | 11 de març de 2022      |
| 4    | «La fiesta»      | Martín Piroyansky | Martín Piroyansky, Martina López Robol, Santiago Korovsky i Rodrigo Moraes | 11 de març de 2022      |
| 5    | «Las dos bandas» | Martín Piroyansky | Martín Piroyansky, Martina López Robol, Santiago Korovsky i Rodrigo Moraes | 11 de març de 2022      |
| 6    | «Los Vieira»     | Martín Piroyansky | Martín Piroyansky, Martina López Robol, Santiago Korovsky i Rodrigo Moraes | 11 de març de 2022      |
| 7    | «El videoclip»   | Martín Piroyansky | Martín Piroyansky, Martina López Robol, Santiago Korovsky i Rodrigo Moraes | 11 de març de 2022      |
| 8    | «El contrato»    | Martín Piroyansky | Martín Piroyansky, Martina López Robol, Santiago Korovsky i Rodrigo Moraes | 11 de març de 2022      |

### Segona temporada (2024)
| Núm. | Títol              | Direcció          | Guió                                    | Data d'emissió original |
| ---- | ------------------ | ----------------- | --------------------------------------- | ----------------------- |
| 9    | «El fan»           | Martín Piroyansky | Martín Piroyansky i Martina López Robol | 20 de setembre de 2024  |
| 10   | «Los rollingas»    | Martín Piroyansky | Martín Piroyansky i Martina López Robol | 20 de setembre de 2024  |
| 11   | «¡Piernas!»        | Martín Piroyansky | Martín Piroyansky i Martina López Robol | 20 de setembre de 2024  |
| 12   | «La tormenta»      | Martín Piroyansky | Martín Piroyansky y Martina López Robol | 20 de setembre de 2024  |
| 13   | «Pablo está viejo» | Martín Piroyansky | Martín Piroyansky i Martina López Robol | 20 de setembre de 2024  |
| 14   | «El juicio»        | Martín Piroyansky | Martín Piroyansky i Martina López Robol | 20 de setembre de 2024  |

## Desenvolupament

### Creació i producció
Al febrer de 2011, la productora Aeroplà de l'Argentina va finançar i va coproduir un pilot amb el títol Cómo conseguir chicas amb Felipe Colombo i Martín Piroyansky, la postproducció de les quals va ser acabada a l'agost de 2011. Durant els pròxims 7 anys el pilot va circular pel mercat llatinoamericà i estatunidenc. En 2015, Letca Media la va seleccionar amb vista a un possible desenvolupament amb HBO. En 2018, es va iniciar un període de desenvolupament amb la productora Navajo on se li va canviar el títol a la sèrie. En 2020, Amazon Prime Video va ingressar al desenvolupament del projecte.
Al gener del 2021, es va anunciar que la productora Salat havia començat la preproducció de la sèrie, tenint a Martín Piroyansky com el creador, director i guionista d'aquesta. Al març del mateix any, Amazon va donar llum verda a la sèrie amb una comanda de 8 episodis, els quals serien produïts juntament amb Navajo Films i Claxson.  A més, es va confirmar que Lucía Garibaldi es va unir al projecte com a segona directora.

### Rodatge

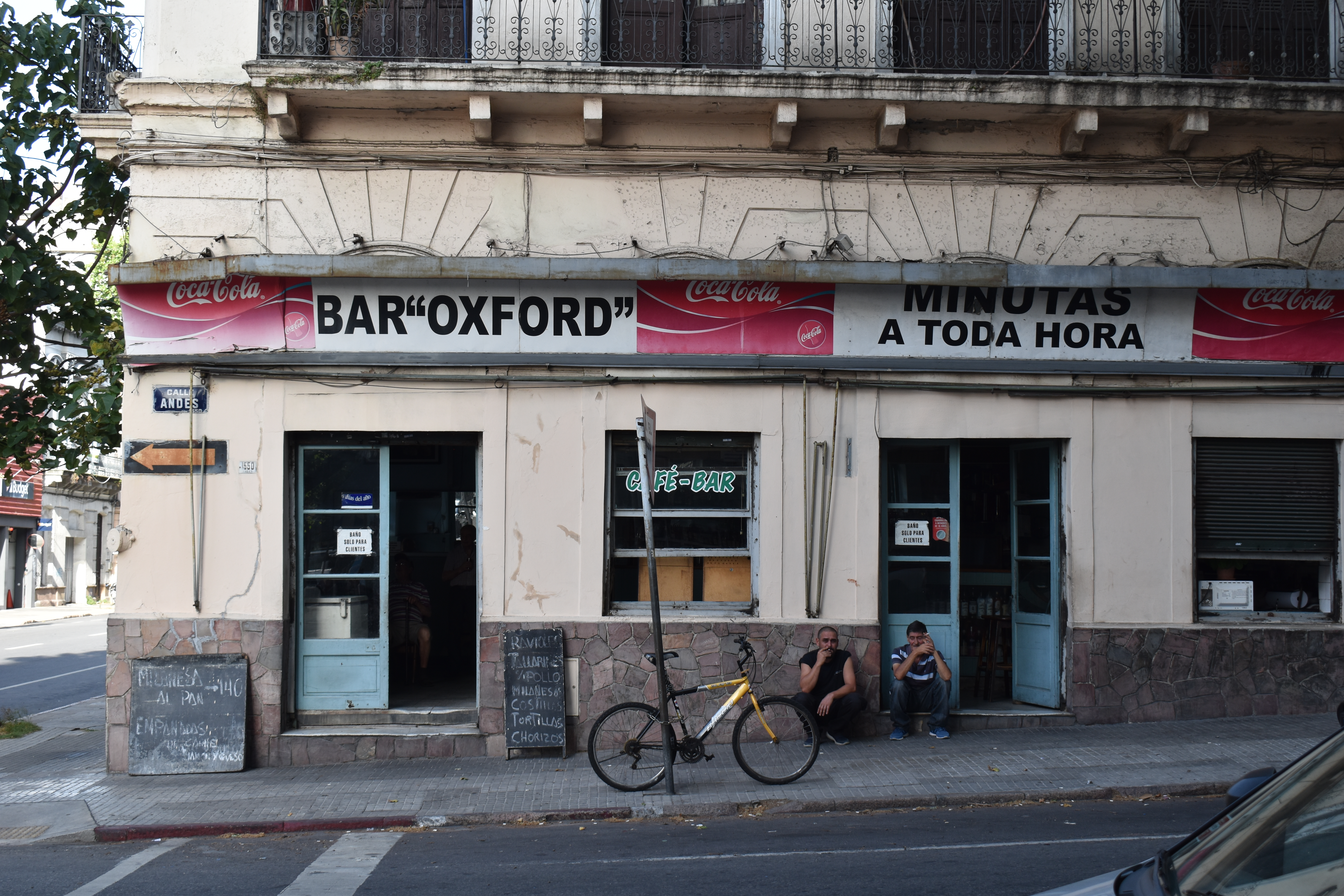
Bar Oxford, situat a la cantonada Andes i Paysandú de Montevideo utilitzat per a simular el bar dels taxistes.

La sèrie va començar la fotografia principal a la fi de febrer del 2021 en Montevideo, Uruguai. Al març d'aquest any, les gravacions van tenir lloc a Punta del Este.

### Càsting
Al novembre de 2020, es va informar que Piroyansky seria el protagonista de la seva pròpia sèrie. Al desembre d'aquest any, Sofia Morandi es va unir al projecte per a interpretar a un dels personatges principals. Al març de 2021, es va anunciar que l'elenc es completava amb Nachito Saralegui, Eliseo Barrionuevo, Javier Niklison, Santiago Korovsky, Martín Pavlovsky, Santiago Talledo, Favio Posca i que comptaria amb l'actuació especial de Susana Giménez.

## Recepció

### Comentaris de la crítica
La sèrie va rebre en la seva major part crítiques positives per part dels experts, els qui van destacar la història, les actuacions i l'humor. Diego Batlle de Otros cines va atorgar a la sèrie una ressenya positiva dient que «se sobreposa a uns certs ensopecs inicials i troba la seva empremta, el seu to i el seu atractiu amb el córrer dels episodis» i conclou que és una producció «simpàtica, superficial i satisfactòria». Per part seva, Emanuel Juárez del lloc web Alta peli va destacar que un dels grans encerts de la sèrie és «la seva narrativa que li permet jugar amb una infinitat de situacions absurdes i absolutament impredictibles poques vegades vista dins de les produccions nacionals d'aquest calibre» i «compta amb un elenc replet de magnetisme que dota a cada personatge d'un atractiu únic», del qual sobresurten Morandi i Saralegui que demostren «el seu talent natural per a la comèdia». D'altra banda, Rocío Sirimarco del portal Bolavip també va valorar l'actuació de Morandi dient que el paper «li calça just i que va saber portar-lo amb molt d'humor i imaginació», mentre que el personatge de Saralegui va estar «molt ben interpretat».
En una ressenya per la pàgina Locos x los juegos, Lucas Lapetina va elogiar el treball de so dient que «constantment hi haurà un excel·lent timing de so que acompanyarà el que estiguem mirant en pantalla» i que la sèrie presenta «un guió ben portat, però que en moments es torna tediós de mirar, però gràcies als personatges i les actuacions ho milloren i li donen el toc final». Finalment, va tancar la seva crítica escrivint que «Porno y helado és una simpàtica sèrie que ens farà riure de manera constant, amb un to extravagant i incòmode digne de The Office, però amb el toc argento que ens donen les increïbles interpretacions de Martín Piroyansky i Sofia Morandi»..

### Premis i nominacions
| Llista de premis i nominacions | Llista de premis i nominacions | Llista de premis i nominacions        | Llista de premis i nominacions                                                             | Llista de premis i nominacions | Llista de premis i nominacions |
| Any                            | Organització                   | Categoria                             | Nominat/a(s)                                                                               | Resultat                       | Ref(s)                         |
| ------------------------------ | ------------------------------ | ------------------------------------- | ------------------------------------------------------------------------------------------ | ------------------------------ | ------------------------------ |
| 2022                           | Premis Còndor de Plata         | Millor sèrie de comèdia               | Porno y helado                                                                             | Guanyador                      | [ 19 ] [ 20 ]                  |
| 2022                           | Premis Còndor de Plata         | Millor direcció                       | Martín Piroyansky                                                                          | Nominat                        | [ 19 ] [ 20 ]                  |
| 2022                           | Premis Còndor de Plata         | Millor actor protagonista en comèdia  | Martín Piroyansky                                                                          | Guanyador                      | [ 19 ] [ 20 ]                  |
| 2022                           | Premis Còndor de Plata         | Millor actor protagonista en comèdia  | Ignacio Saralegui                                                                          | Nominat                        | [ 19 ] [ 20 ]                  |
| 2022                           | Premis Còndor de Plata         | Millor actriu protagonista en comèdia | Sofía Morandi                                                                              | Guanyador                      | [ 19 ] [ 20 ]                  |
| 2022                           | Premis Còndor de Plata         | Revelació masculina                   | Ignacio Saralegui                                                                          | Guanyador                      | [ 19 ] [ 20 ]                  |
| 2022                           | Premis Còndor de Plata         | Millor guió original                  | Martín Piroyansky, Martina López Robol, Santiago Korovsky i Rodrigo Moraes                 | Nominat                        | [ 19 ] [ 20 ]                  |
| 2022                           | Premis Còndor de Plata         | Millor música original                | Martín Bosa i Diego Rodríguez                                                              | Nominat                        | [ 19 ] [ 20 ]                  |
| 2022                           | Premis Còndor de Plata         | Millor cançó original                 | «Porno y helado» per Diego Rodríguez, Martina López Robol, Martín Bosa i Martín Piroyansky | Nominat                        | [ 19 ] [ 20 ]                  |
| 2024                           | Premis Còndor de Plata         | Millor sèrie dramàtica o de comèdia   | Porno y helado                                                                             | Nominat                        | [ 21 ]                         |
| 2024                           | Premis Còndor de Plata         | Millor actor protagonista             | Martín Piroyansky                                                                          | Nominat                        | [ 21 ]                         |
| 2024                           | Premis Còndor de Plata         | Millor guió original                  | Martín Piroyansky i Martina López Robol                                                    | Nominat                        | [ 21 ]                         |
| 2024                           | Premis Còndor de Plata         | Millor música original                | Diego Rodríguez i Martín Bosa                                                              | Nominat                        | [ 21 ]                         |
| 2024                           | Premis Còndor de Plata         | Millor direcció                       | Martín Piroyansky                                                                          | Nominat                        | [ 21 ]                         |